# Kloboučky
Kloboučky jsou vesnice v okrese Vyškov ležící 2 km jižně od Bučovic, v nadmořské výšce 225 m n. m. Tato vesnice je součástí města Bučovice. Žije zde přibližně 549 obyvatel.

## Historie
První zmínka je z roku 1351, kdy se tak psal Zdeněk z Klobouček. Ves náležela k panství Bučovickému. 1. ledna 1812 vyhořela polovina vsi. V roce 1832 si cholera vyžádala denně 5–6 mrtvých.

### Spolky
- SHD Kloboučky od roku 1906
- Sokol 1921
- Svaz žen Kloboučky
- Svaz zahrádkářů
- Kloboučské bratrstvo
- Matky v běhu

### Tradice
- Tradiční ostatky
- Vodění Jidáše
- Babské hody
- Kosení otav
- Setkání u vánočního stromku

## Obyvatelstvo

### Struktura
Vývoj počtu obyvatel za celou obec i za jeho jednotlivé části uvádí tabulka níže, ve které se zobrazuje i příslušnost jednotlivých částí k obci či následné odtržení.
| Místní části   | Místní části   | 1869 | 1880 | 1890 | 1900 | 1910 | 1921 | 1930 | 1950 | 1961 | 1970 | 1980 | 1991 | 2001 | 2011 |
| -------------- | -------------- | ---- | ---- | ---- | ---- | ---- | ---- | ---- | ---- | ---- | ---- | ---- | ---- | ---- | ---- |
| Počet obyvatel | část Kloboučky | 548  | 618  | 625  | 618  | 679  | 735  | 760  | 676  | 652  | 581  | 540  | 490  | 507  | 517  |
| Počet domů     | část Kloboučky | 97   | 102  | 107  | 116  | 131  | 137  | 153  | 172  | 175  | 164  | 152  | 177  | 187  | 192  |

## Rodáci
- František Šujan (3. července 1859 Kloboučky – 19. července 1944 Brno) – středoškolský profesor, autor dějepisných středoškolských učebnic
- R. D. Karel Handlíř (10. listopadu 1915 Kloboučky – 15. září 1979 Valtice) – římskokatolický kněz, vysv. 5.7.1941 v Brně, administrátor a farář v Budišově u Třebíče, Lechovicích a v Lanžhotě.

## Ochrana přírody
V katastru obce se nacházejí tato chráněná území:
- Přírodní památky: Baračka